# Csorna (distrikt)
Csorna är ett distrikt i Ungern. Det ligger i provinsen Győr-Moson-Sopron, i den västra delen av landet, 130 km väster om huvudstaden Budapest.